# Сталинградский округ
Сталинградский округ — административно-территориальная единица Нижне-Волжского края, существовавшая в 1928—1930 годах.
Сталинградский округ был образован в 1928 году. Центром округа был назначен город Сталинград.
По данным на 1929 год округ делился на 11 районов:
- Дубовский район (центр — город Дубовка)
- Иловлинский район (центр — станица Иловлинская)
- Калачевский район (центр — хутор Калач)
- Клетский  район(центр — станица Клетская)
- Котельниковский район (центр — станица  Котельниковская)
- Красноармейский район (центр — посёлок  Красноармейск)
- Ленинский район (центр — село Ленинское)
- Нижне-Чирский район (центр — станица Нижне-Чирская)
- Среднеахтубинский район (центр — село Средняя Ахтуба)
- Сталинградский район (центр — город Сталинград)
- Фроловский район (центр — хутор Фролов)

30 июля 1930 Сталинградский округ, как и большинство остальных округов СССР, был упразднён. Его районы отошли в прямое подчинение Нижне-Волжского края.